# Debilos soror
Debilos soror är en stekelart som först beskrevs av Trentepohl 1829.  Debilos soror ingår i släktet Debilos och familjen brokparasitsteklar. Inga underarter finns listade i Catalogue of Life.